# Akalotė
Akalotė – wieś na Litwie, w okręgu wileńskim, w rejonie wileńskim, w gminie Rudomino.